# ピエタ
ピエタ（伊: Pietà、哀れみ、慈悲などの意）とは、主にキリスト教美術における題材として、聖母子像のうち「死んで十字架から降ろされたキリストを抱く母マリア（聖母マリア）」の彫刻や絵画などの作品である。

## 概要
多くの芸術家がピエタを題材に製作しており、中でもミケランジェロが1499年に完成させた、現在のバチカンのサン・ピエトロ大聖堂にあるものが有名である。この作品は、ミケランジェロが署名を入れた唯一の作品として知られる。なお、ミケランジェロはピエタを4体製作している。そのほか、ドラクロワなどがピエタを製作している。

## ギャラリー

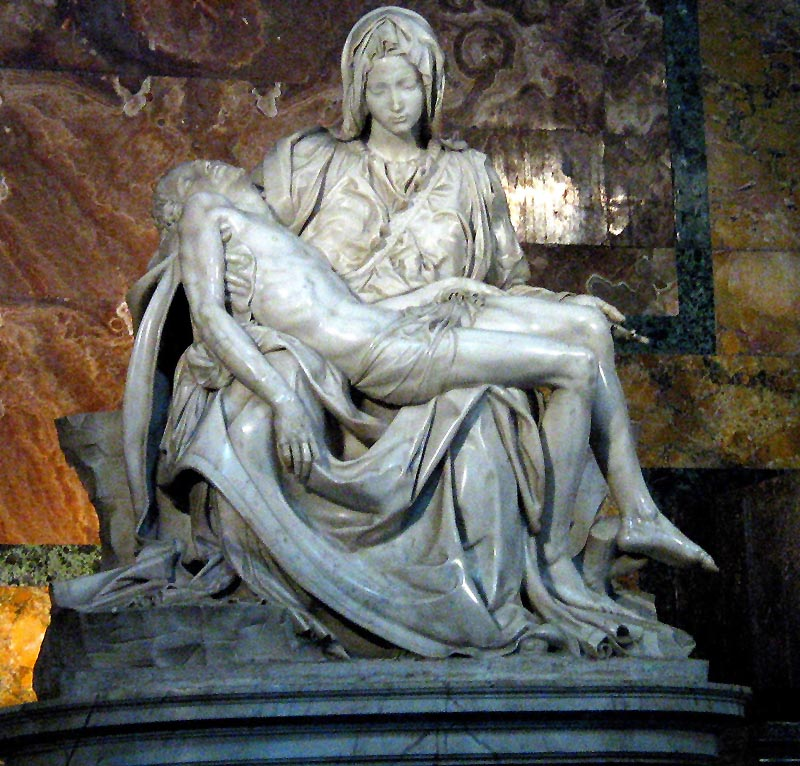
ピエタ (ミケランジェロ), 1499年 大理石、高さ174 cm、幅 195 cm サン・ピエトロ大聖堂
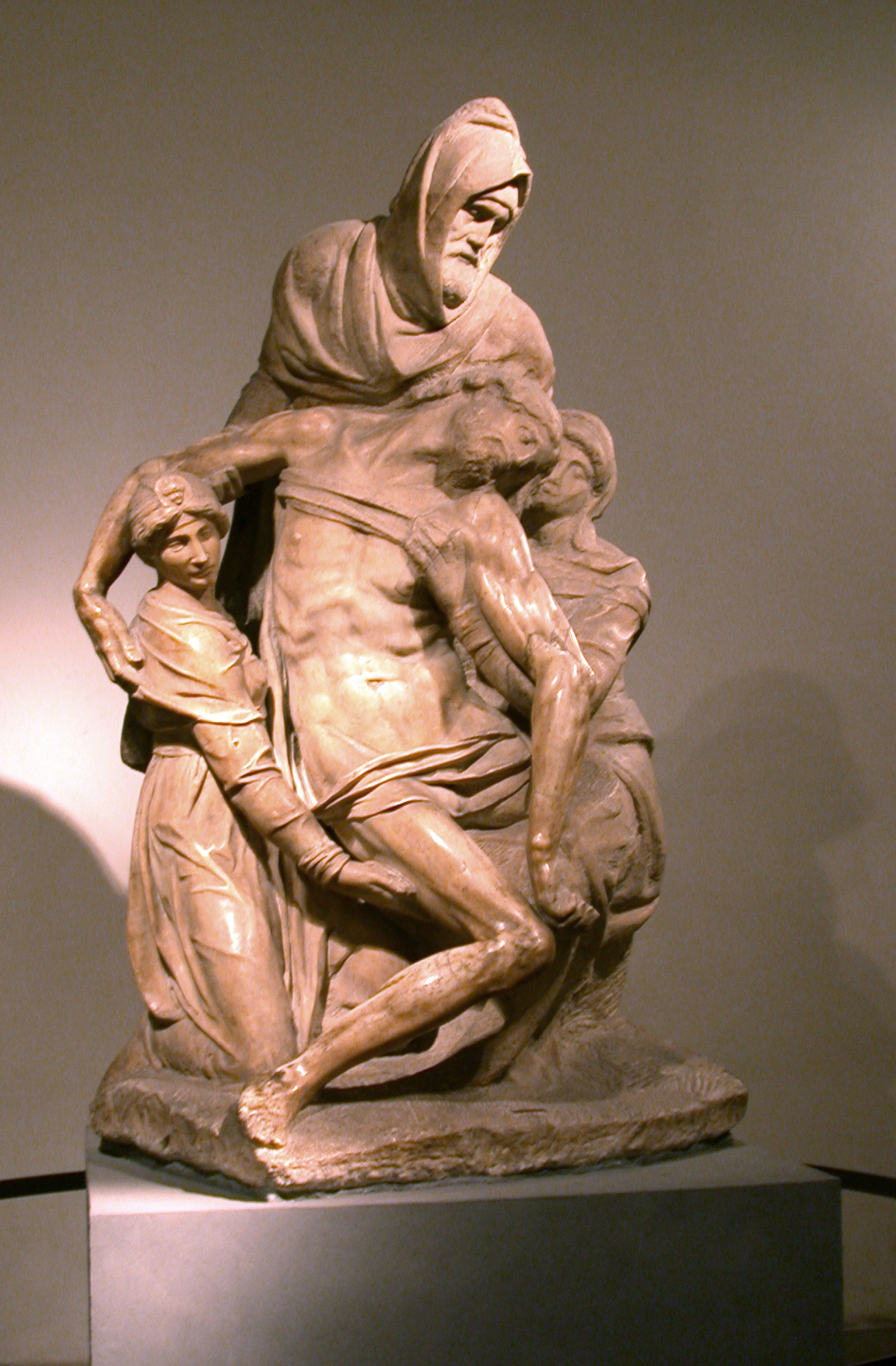
「ピエタ」ミケランジェロ, ドゥオーモ美術館, フィレンツェ
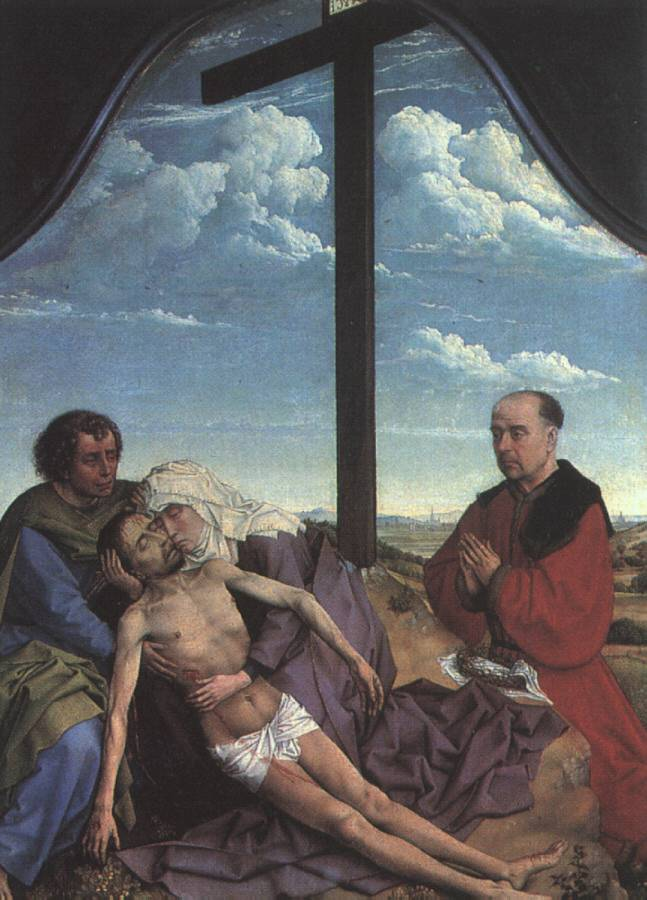
「ピエタ」ロヒール・ファン・デル・ウェイデン, プラド美術館, マドリード
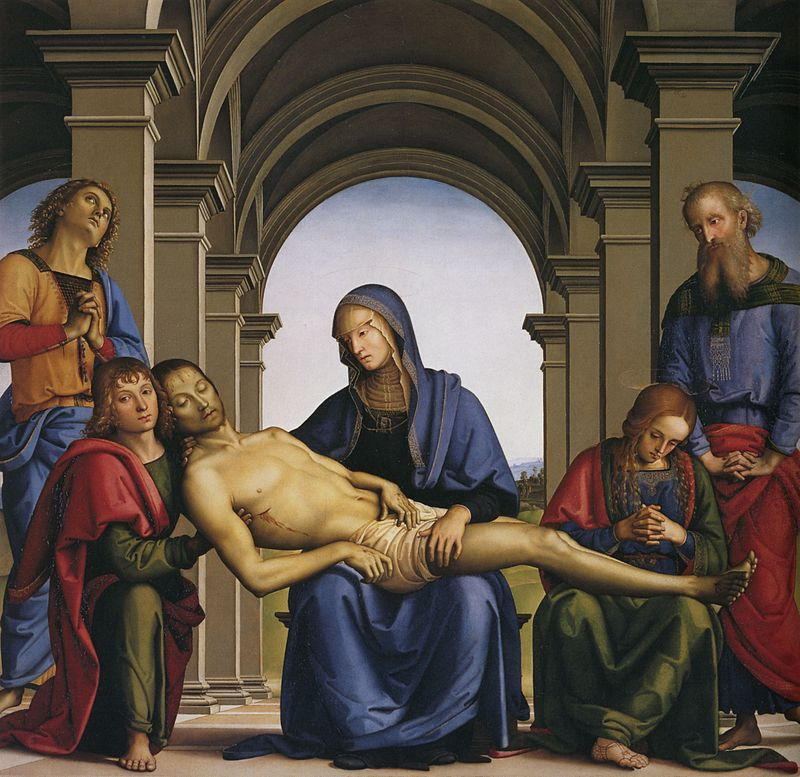
ペルジーノによるピエタ

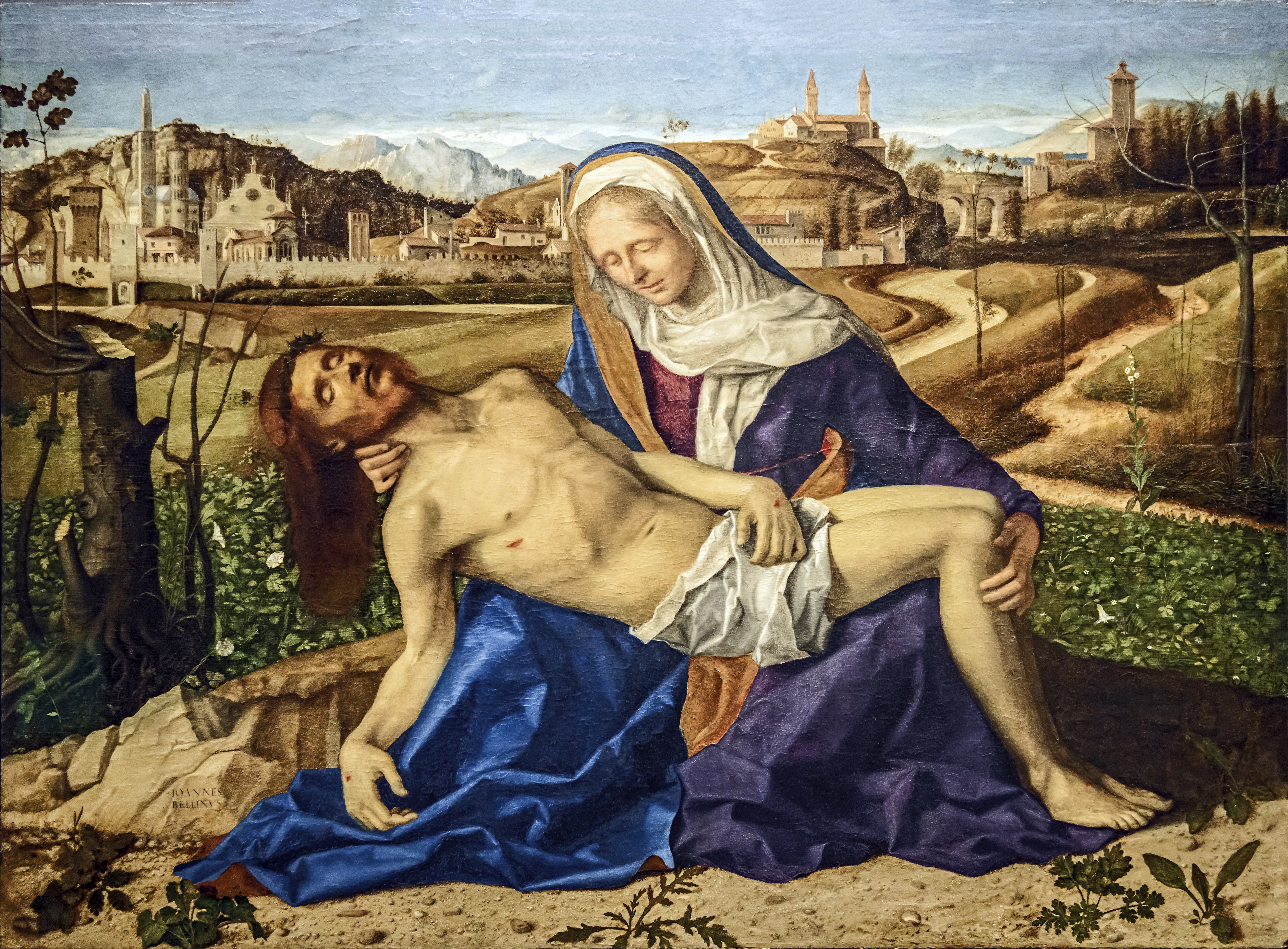
ジョヴァンニ・ベリーニによるピエタ
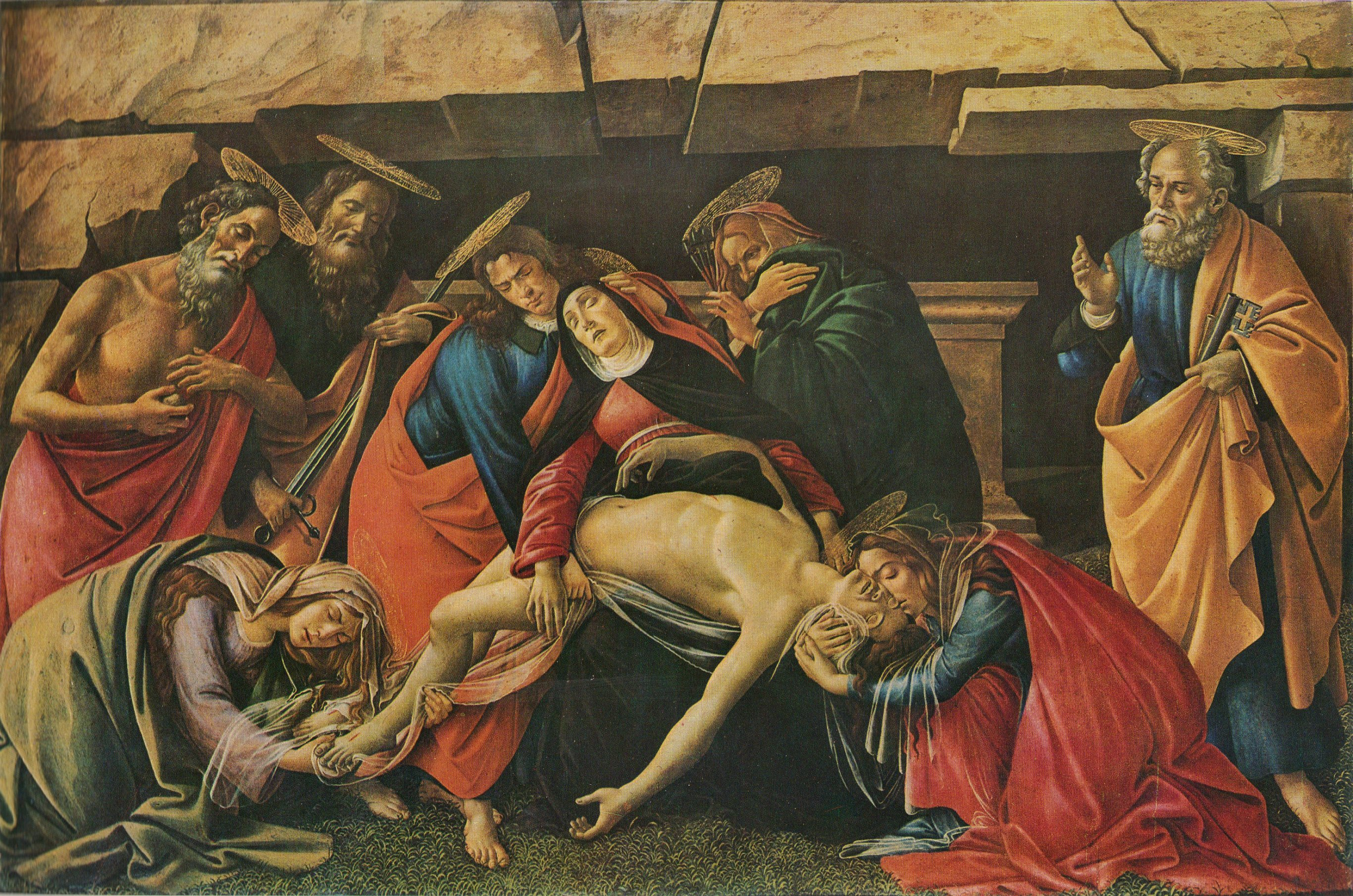
サンドロ・ボッティチェッリによるピエタ
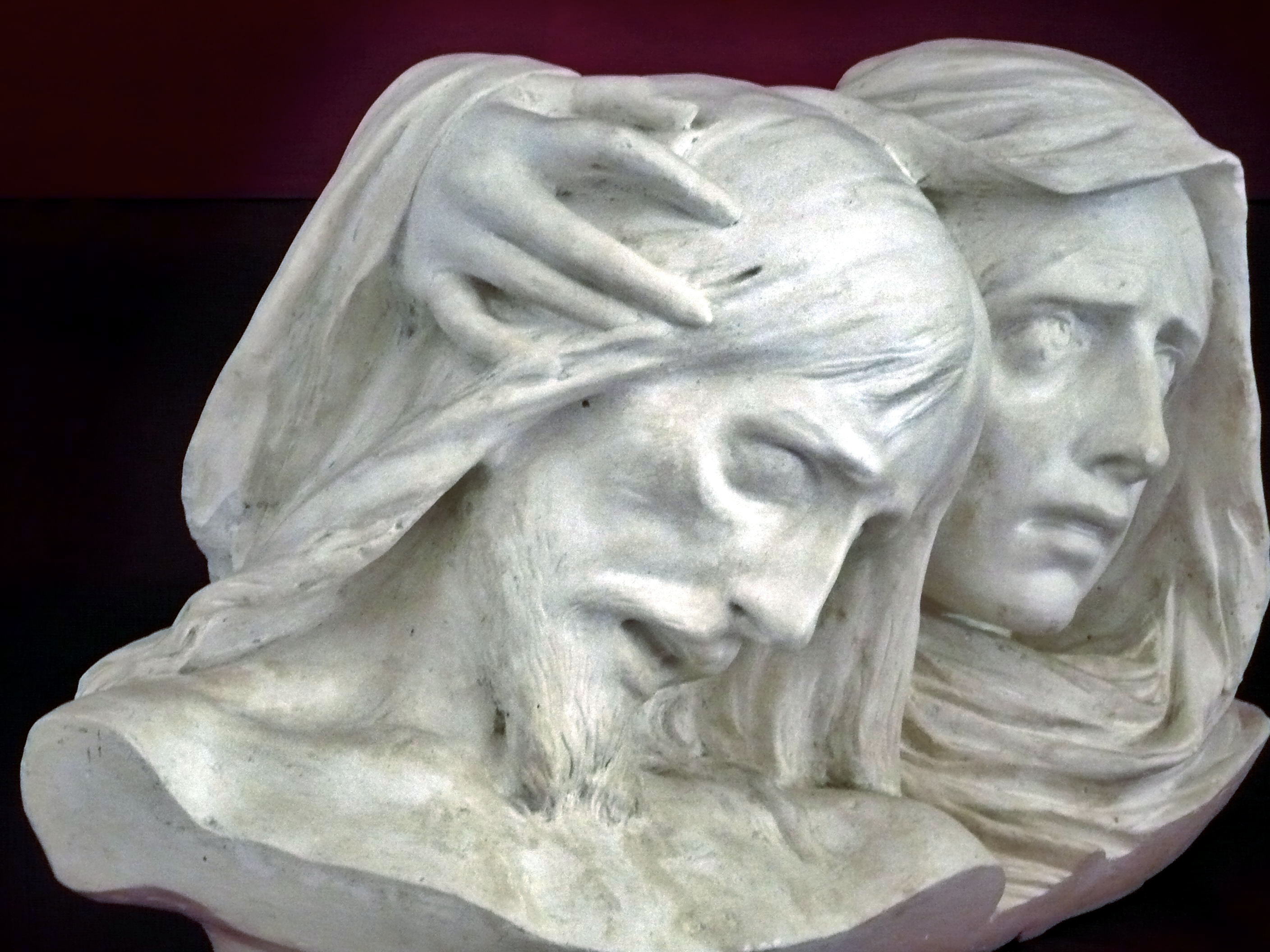
ミケーレ・トリピシアーノによるピエタ トリピシアーノ美術館(シチリア、カルタニッセッタ)